# Лужала
Лужала́ (рос. Лужала, марій. Лужалу) — присілок у складі Сернурського району Марій Ел, Росія. Входить до складу Чендемеровського сільського поселення.

## Населення
Населення — 102 особи (2010; 109 у 2002).
Національний склад (станом на 2002 рік):
- марі — 99 %